# カルタン・デュドネの定理
数学において、カルタン・デュドネの定理（カルタンデュドネのていり、Cartan–Dieudonné theorem、名前はエリ・カルタン、ジャン・デュドネに由来している）とは、対称双一次空間の自己同型群の構造に関する定理である。

## 定理のステートメント
(V, b) を標数が 2 でない体上の、n 次元非退化対称双一次空間とする。このとき、直交群 O(V, b) の全ての元は、高々 n 個の鏡映の合成である。
例えば Rn に通常の内積を考えたものは定理の仮定を満たす。直交群は
{\displaystyle O(n)=\left\{g\in \mathrm {GL} _{n}(\mathbb {R} )\mid {}^{t}\!gg=I_{n}\right\}}
である。